# Abdulaziz al-Omari
Abdulaziz Al-Omari (Asir, Arabia Saudita, 28 de mayo de 1979 - Manhattan, Nueva York, Estados Unidos, 11 de septiembre de 2001) fue uno de los cinco secuestradores de al-Qaeda, del vuelo 11 de American Airlines. al-Omari nació en Asir, Arabia Saudita.
El 29 de junio de 2001 Al-Omari entró a los Estados Unidos por primera vez junto con Salem Al-Hazmi desde Dubái hasta Nueva York en avión. Permanentemente utilizaba una tarjeta USA ID Embarcó junto con Mohamed Atta en un vuelo de Portland hasta Boston. En un segundo vuelo ese mismo día embarcaron en el vuelo 11 de American Airlines, al cual secuestraron junto con otros tres individuos (Walid al-Shehri, Wail al-Shehri, y Satam al-Suqami)  llegando posteriormente a estrellar la aeronave contra la Torre Norte del World Trade Center a las 8:46:30 ET.
Cinco días después de los atentados, un hombre con su mismo nombre se presentó en el consulado estadounidense de la ciudad saudita de Yeda para protestar después de haberse identificado como uno de los secuestradores. Expuso haber sido estudiante de la Universidad de Denver, donde su pasaporte fue robado en 1995. Su nombre, ciudad de origen, fecha de nacimiento y ocupación fueron datos publicados por el FBI, pero no concordaban con la imagen que también difundieron.